# Twitter and tear gas
Twitter and tear gas (en español Twitter y gas lacrimógeno: el poder y la fragilidad de las protestas) en red es un libro etnográfico en inglés publicado en 2017 por la tecnosocióloga turca Zeynep Tufekci. La obra trata sobre las protestas en la era de internet, y los medios y redes sociales. Tufekci describe el internet como un tipo de esfera pública digital y compara los movimientos de protesta durante la historia con los del presente que utilizan el internet. El libro es libremente accesible bajo Creative Commons License.   

## Resumen
Tufekci considera que los espacios en línea y los medios sociales forman una esfera pública que son algo más que una extensión de las vidas virtuales de la gente. La idea de una esfera pública es de Jurgen Habermas. Tufekci afirma que no se puede analizar los movimientos de protesta de la misma manera en la era antes del internet, y los que pueden utilizar el internet. Lo que permite (afford en inglés) el internet es dar el poder de movilizar y aumentar rápidamente a los militantes. Por ejemplo compara la marcha de 1963 por el trabajo y libertad en Washington en Estados Unidos, que reunió cientos de miles de personas, pero que fue el resultado de meses de planificación y un esfuerzo de varios años, con la multitud de gente durante la revolución egipcia de 2011 se movilizó en unos pocos días en la plaza de Tahrir.
Para analizar los diferentes movimientos de protesta, desde la Primavera Árabe hasta la ocupación del parque Gezi en Estambul y Occupy Wall Street y otros, presenta los conceptos “capacidad” (capacity) y sus “señales” (signals). Menciona tres diferentes capacidades: la capacidad de manejar la narrativa, interrumpir el statu quo, y afectar la legislación o contribuir a un cambio estructural. Las protestas son señales de aquellas capacidades. Compara el movimiento de los derechos civiles en Estados Unidos que construyó capacidades y contribuyó a cambios significativos, mientras que el movimiento Occupy Wall Street logró unir multitud de gente pero se desmayó. En este contexto utiliza el concepto “congelamiento táctico” (tactical freeze” en inglés), en donde los movimientos de protesta son incapaces de responder a  las inevitables contramedidas del gobierno y avanzar. Los gobiernos además pueden emplear medidas como censura donde manipulan la atención y hunden los medios sociales con información engañosa o irrelevante o empujar a los activistas en la dirección de autocensura después de acoso en línea.
El libro constituye de nueve capítulos divididos en tres secciones.

## Recepción
En Estados Unidos Twitter and Tear Gas fue nombrado uno de los 50 libros de no-ficción más notables de 2017 por The Washington Post. Una reseña en The Washington Post elogia el libro por la fuerza transformativa de las tecnologías digitales en protestas. Otra reseña describe el libro como una documentación esencial del rol de medios sociales en movimientos de protesta.